# Master of Magic
Master of Magic es un videojuego de estrategia por turnos, de construcción de imperios en un universo de fantasía.
Creado para MS-DOS en 1993 por Simtex, dirigido por Steve Barcia, publicado por MicroProse, su sistema de gestión es similar al del clásico Civilization.
Algunos lo consideran la referencia en su género y ha influido mucho en juegos posteriores como Age of Wonders o Dominions a pesar de sus numerosos bugs, la mayor parte corregidos mediante parches.
La estructura básica del juego es similar a la del juego Civilization, creado por Sid Meier también bajo la compañía Microprose. En el juego se controla a un aprendiz de mago en dos mundos o planos existentes: el mundo "normal" (conocido en el juego como Arcanum) y un mundo "alterno" (conocido como Mirror). Cada participante inicia en posesión de una ciudad y se encarga de desarrollarla y administrarla construyendo mejoras tales como templos, Concilios de distintos tipos, puerto marítimo, etc. Al mismo tiempo es necesario administrar los suministros de alimentos, minerales, maná, caminos, la creación de más ciudades, rutas de expansión y unidades militares. 
Las unidades militares se crean en las ciudades o se obtienen por medio de alquiler (ver mercenarios más abajo). Una de las características del juego es que cada unidad adquiere experiencia según los combates en que ha estado y con base en esto las tropas pueden ser bastante diferentes unas de otras a diferencia de otros juegos en los cuales el concepto de experiencia de las unidades no existe.
Adicionalmente, existen 14 razas en el juego, nueve en el plano Arcanum y cinco en el plano Mirror. Las razas son bastante diferentes entre sí. Mientras una raza puede otorgar maná al jugador por el simple hecho de existir, otra puede no ser capaz de construir caminos. Unas razas tienen la característica de que pueden cruzar sin problemas de la tierra al agua y otras tienen la característica de que tienen una tasa de natalidad extremadamente baja.
El objetivo del juego es llegar a ser el Maestro de Magia (Master of Magic) del juego frente a los otros concursantes controlados por la computadora. Este objetivo se logra por dos medios:
- Por vía militar: Derrotando a los otros magos a medida que el concursante se apropia de las ciudades controladas por los otros magos
- Por vía de hechicería: Aprendiendo la totalidad de hechizos disponibles hasta llegar a invocar el hechizo supremo, el hechizo de maestro de magia.

Además ocasionalmente o por medio de magia es posible recibir mercenarios que se ofrecen a trabajar para el jugador a cambio de un pago base y un pago mensual, el cual puede ser en especie (alimentos) o dinero. 

## Razas
En el arcano encontramos 9 de las 14 razas del juego, entre las que figuran:
- High men (humanos)
- High elf (Altos elfos)
- Orcos
- Bárbaros
- Nómades
- Halflings (medianos)
- Gnolls (hombres perro)
- Lizardmen (hombres lagarto)
- Klackons (hombres escarabajo)

En el mirror (Mundo espejo) podemos encontrar las siguientes 5 razas:
- Hombres Bestia
- Trolls
- Enanos
- Draconianos
- Elfos Nocturnos

## Unidades
Dentro del videojuego se pueden encontrar varias clases de unidades, entre ellas:
- Genéricas. Aparecen en la mayoría de las razas, y aquí figuran:

- Lanceros
- Espadachines
- Arqueros
- Jinetes
- Chamanes
- Alabarderos
- Piqueros
- Sacerdotes
- Magos

Las que podríamos considerar únicas, que son propias de cada raza:
- Paladines (High men)
- Elven lords (High Elves)
- Longbowmen (High Elves)
- Pegasus (High Elves)
- Berseker (Bárbaros)
- Ranger (Nómadas)
- Horsebowmen (Nómadas)
- Grifings (Nómadea)
- Slingers (Halfling)
- Wolf Riderds (Gnoll)
- Javalineros (Lizardmen)
- Dragon Turtles (Lizardmen)
- Stag Beatlee (Klackons)
- Centauros (Hombres Bestia)
- Minotauro (Hombres Bestia)
- Mantícoras (Hombres Bestia)
- Air ships (Draconianos)
- Doom Drakes (Draconianos)
- Nigth Walker (Elfos nocturnos)
- Warlocks (Elfos nocturnos)
- War Mamuts (Trolls)
- War Trolls (Trolls)

Además de estas unidades que pueden ser construidas, también tenemos a las fantásticas por nombrar algunos ejemplos Nagas, Zombis, Hell Hounds, Ángeles, Hadas, etc.
También encontramos mercenarios que se dividen en dos tipos, comunes y héroes.
Los comunes pueden ser cualquiera de las unidades mencionadas arriba, y luego tenemos a los héroes. Poderosos guerreros con propiedades únicas, parten como modestos guerreros pero terminan como seres casi inmortales que por sí solos pueden barrer ejércitos completos.

## Magia
Todo mago tiene cinco áreas del conocimiento en las cuales se puede especializar: Vida, Muerte, Caos, Naturaleza y Hechicería. Existe además un área "básica" llamada arcana, común a todos los tipos de magia. las áreas del conocimiento se definen desde el principio del juego por medio de "libros" identificados según el área que representa. De esta manera un jugador puede investigar exclusivamente magia de muerte eligiendo solamente libros de magia de muerte, mientras otro puede elegir magia de vida y magia de naturaleza aunque en menor proporción. Estas proporciones de conocimiento de magia permiten que un jugador pueda desarrollar más y mejores hechizos según el conocimiento que tenga del área.
Asimismo un jugador puede encontrar libros de magia en el mapa de juego escondidos en cavernas, torres y cuevas. Estos permiten que el jugador pueda aprender nuevos hechizos en otra área del conocimiento.
Por último las magias del tipo Caos, naturaleza y hechicería tienen una representación terrenal en forma de volcanes, bosque y lagos respectivamente los cuales al ser capturados y luego de fundir un espíritu con ellos le entregan poder a su propietario.

## Personalización del mago
Sacrificando algunos libros podemos obtener bonificaciones para el mago (como en un juego de rol): estas pueden ser muy variadas, desde ser más hábil convocando criaturas a que nuestros soldados ganen más experiencia. Hay 18 de estas habilidades.

## Estado actual
El juego tiene múltiples fallos, siendo algunos errores de software que hacen que el juego quede bloqueado o se corrompan los archivos de juegos grabados, y siendo algunos errores de diseño que permiten que a una raza le resulte mucho más fácil ganar el juego y otras sean casi imposibles de utilizar. Sin embargo a pesar de sus errores, el juego obtuvo hasta el día de hoy un muy alto nivel de popularidad. Existen varios grupos interesados en hacer versiones similares o basadas en el juego (remake en inglés) y otros grupos que desean una secuela del juego. Aunque algunos proyectos han avanzado, ninguno hasta la fecha ha sobrepasado siquiera la versión alfa del juego.
En febrero de 2020 se publicó una expansión descargable, llamada Master of Magic: Caster of Magic. El proyecto empezó como un mod.